# Emma Gaptxenko
Emma Gaptxenko   (Stúpino, 24 de febrer de 1938 - 6 de desembre de 2021) va ser una tiradora amb arc russa que va competir sota bandera soviètica durant les dècades de 1960 i 1970.
El 1972 va prendre part en els Jocs Olímpics de Múnic, on va guanyar la medalla de bronze en la prova individual femenina del programa de tir amb arc.
En el seu palmarès també destaquen tres medalles d'or, una de plata i una de bronze al Campionat del món de tir amb arc i tres medalles d'or i dues de plata al Campionat d'Europa de tir amb arc. Mai guanyà cap títol soviètic.
Un cop retirada de la competició passà a exercir d'entrenadora i jutge.